# Върбица (област Хасково)
Вижте пояснителната страница за други значения на Върбица.
Върбица е село в Южна България. То се намира в община Димитровград, област Хасково.

## География
Намира се на пътя Е80 от Хасково за Пловдив, между селата Горски извор и Бяла река (в посока запад-изток) и между селата Бодрово и Скобелево (в посока юг-север). Селото е отдалечено от Хасково и Димитровград на около 25 км, а от Пловдив на около 50 км.

## История
Преданията за основаването на село Върбица свидетелстват, че вероятно първите му жители са били нарочно преселени от някой друг район на Балканите и са настанени от турците като дервентджии да пазят трудно проходимия и заплашен от разбойници брод на река Каялийка. Според една легенда, група семейства са били доведени от турците в опасен и мъчнопроходим район по пътя от Филибе за Одрин и Истанбул, като водачът им турчин ги попитал съгласни ли са да останат там. Те се съгласили да се заселят тук и основали селото.
Павел Делирадев във втория том на книгата си „Принос към историческата география на Тракия“ също разказва тази легенда, като твърди, че тези първи заселници били докарани като бунтовници откъм река Дрин. В османските регистри от ХVІ-ХVІІ век селото е записано с турското си име Каялъ (наричано от българите и западните пътешественици Каяли), което означава „място със скали“, тъй като „кая“ означава скала, камък. Истинската причина да се даде на селото името Каялъ е вероятно каменистото корито на река Каялийка в някои участъци от течението ѝ, поради което е наречена от турците така (в един регистър селото е записано под името Каялу дере).
Първото споменаване на селото под името Каялъ – като тимарско село, но с привилегирован данъчен статут, е в подробния османски регистър от 1515/16 г. По това време селото все още не притежава дервентджийски статут, но вероятно е възникнало наскоро като населено място и османските власти целят чрез намалените данъци да привлекат население. Може би стремежът е да се създаде населен пункт в пуст участък от пътя, където са ставали разбойнически нападения, за да се гарантира спокойствието и сигурността на пътниците. Следващият османски регистър, в който се съдържат сведения за селището, е един съкратен регистър от 1530 г., но там то е записано под името Каялу дере. Тогава селото вече е с дервентджийски статут.
По това време в Османската империя дервентджиите са се разделяли на групи от по 30 мъже, които държали караул близо до едно опасно място покрай пътя. В село Каялъ, днес Върбица, Хасковско, са действали група от 30 мъже с дервентджийски статут, което означава, че са охранявали само на едно място, вероятно близо до брода на реката. За техния данъчен статут научаваме следното от бележка в тимарсия регистър от времето на Мурад III (1574-1595):
„В стария регистър споменатото село е записано като проход (дербенд).  До 30 домакиства (ханета) се облагат, като се плаща по 12 акчета испенче и по едно киле ечемик. От невернишките домакинства, когато са повече от 30 на брой, се вземат по 25 акчета испенче, а от земеделските земи се дава десятък за зърнени храни на владелеца на земята. Съгласно закона се събира десятък от пчелните кошери, такса женитба, бадухава и глоби. За докарана отвън бъчва вино се вземат 15 акчета, а за бъчва вино от собственото производство - по 6 акчета. Съгласно закона се вписа в новия дефтер по описания по-горе начин съобразно с вписаното в стария регистър.“
Веднага прави впечатление задължението да се предава като намалена стойност на десятъка от зърнени храни само ечемик, но не и 1 киле пшеница от домакинство на дербенджия, което е обичайно за останалите села с този статут. Едва ли става дума за случаен пропуск. Събиране на десятък от пшеница липсва и в крайната калкулация на приходите. Тъй като селото се намирало на много рисково за живота място, оживен път и чести притеснения от войската и държавните големци, тежък климат, опасност от разбойнически нападения и пр., жителите на селото не се увеличават с времето. Затова по времето на султан Мурад III властта е взела мерки не само да даде по-изгоден данъчен статут на дервентджиите в село Каялъ, но да определи християнските домакинства, които са в повече от 30-те дервентджийски ханета, като резервисти на дервентджиите. Не можем да кажем доколко са били с привилегирован данъчен статут, но по всяка вероятност статутът им на резервисти е носел някакви предимства. Целта е била тези хора да останат в селото чрез отпускането на някакви данъчни предимства, за да не се разпръснат поради неволите и мизерията си. За това научаваме от бележка в описа:
„Домакинства (в с. Каялъ): 58; Приходи: 6000 [акчета]; Испенче от домакинства на дербентджии: за всяко домакинство по 12 [акчета] , данък 360 [акчета]; Испенче от дербентджии в резерв (zevaid-i derbendcian): за всяко домакинство по 25 [акчета]: данък 700 [акчета]; Цената на ечемика от домакинства на дербентджии: за всяко хане на дербентджия по едно киле, общо 30 килета, сума 150 [акчета]; Десятък за зърнени храни от дербентджии в резерв, заедно с данъка върху пчелните кошери, такса женитба, бадухава, глоби, данък за дребен рогат добитък и  данък за бъчва вино – за всяка собствена бъчва по 6 [акчета], а всяка докарана отвън по 15 [акчета] – 4790 [акчета] .“
И според по-късните османотурски документи от първите десетилетия на XVII в., като например един регистър за данъка джизие от XVII век (1627 г.), селото продължава да е със статут на проход и жителите му са дервентджии. През 1627 г. селото се обитава от 56 ханета, т.е християнски домакинства, обложени с джизие Още през първата половина на ХVІ век дервентджиите от Каялъ според бележката в съкратения регистър от 1530 г. плащали намалени суми испенче и минимален десятък. По закон дервенджиите били освободени напълно от държавните извънредни данъци (авариз) и от кръвния данък девширме (т.е най-вероятно от жителите на селото не били събирани деца за еничари). Дервентджиите по този начин били поставени в сравнително привилегировано положение в сравнение с останалата рая. Жителите на дервентджийските села притежавали и привилегията да носят оръжие, което им помагало да защитават селището си от разбойнически нападения. Това било особено важно за жителите на Каялъ, тъй като към 1530 г. малкото християнски села в каазата Хаскьой били заобиколени от множество изцяло мюсюлмански села.
Службата на дервентджиите от Каялъ се състояла в това да охраняват диагоналния път Цариград – Белград и да подпомагат преминаването и преспиването на чужди дипломатически мисии, войската и други държавни служители. Поради това селото е споменавано в много западни пътеписи като едно от местата, където чужденците преспиват и получават храна. В това отношение е твърде любопитен разказът на Райнхолд Лубенау от 1587 г. Когато вечерта на 19 март 1587 г. австрийското пратеничество, в което участва и Лубенау, бива настанено за пренощуване в Каяли, се оказва, че в селото е пристигнал и младият чешки благородник Хайнрих Матиас, граф Турн (известен водач на чешките протестанти при въстанието в Бохемия срещу властта на Хабсбургите в началото на Тридесетгодишната война през 1618 г.). Граф Турн разказва на членовете на австрийската делегация, че той и придружаващите го лица са нападнати и обрани от разбойници преди пристигането си в Каяли.
Това не е единственото свидетелство за посещение на чуждестранни дипломати и благородници в село Каялъ. Жителите му имат много чести контакти с представители на западноевропейски дипломатически мисии. В по-ранна книга за историята на село Върбица: „Село Филево – основаване и развитие“, поради непознаването на споменатите непубликувани османски регистри, авторите твърдят, че първото споменаване на селото под името Каяли е на Якоб Бетцек през 1564 г.
През целия период на османското владичество селото се запазва като изцяло християнско селище с буден български народностен дух. Според семейни предания през 1872 г. Васил Левски основава революционен комитет в с. Каялъ, чийто председател бил Бончо Кръстев Вълчев. Просветното дело в Каялъ (Върбица) се развива интензивно след 1850 г., когато е открито първоначално килийно училище в селото. Първи учител е даскал Вълко от Чирпан. Читалището във Върбица е открито чак през 1928 г., като за първи председател е избран учителят Господин Сталев.
С указ от 21 февруари 1906 г. е първото преименуване на селото от Каялъ на Върбица. От 1950 г. селото се преименува на Филево, като в духа на социалистическата епоха е кръстено на партизанина Филю Запрянов. От 1992 г. отново е върнато името Върбица.

## Редовни събития
- Общоселски събор провеждан ежегодишно на 2 май.

## Религия
Жителите на селото са православни християни. През годините на атеистичния тоталитарен режим селото поддържа будни християнските традиции. Кръщаването на деца в селото продължава да събира на кръщенки стари и млади и в тези тежки години. Продължава да се отслужва литургия за важните празници. За това заслуга има свещеник Константин Рашков, допринесъл за опазване на православните традиции в село Върбица (тогава Филево).
Старата черква на селото се е наричала „Св. Атанас“. Новата енорийска черква на селото е „Успение Богородично“, която е построена през 1930 г.

## Кухня
Село Върбица е известно с традиционния търбух или Филевска пуска (според доскорошното име на селото – Филево), която се приготвя, като свински или телешки пикочен мехур, а понякога и овче шкембе, се пълни с едронакълцано свинско месо, премесено с малко сланина (съотношение 1:3 в полза на месото), като се добавят подправки – червен и черен пипер, сол и кимион.
Смигдал (традиционен за Хасковско) – Запържени в олио хлебни трохи или залци, нещо като пържени крутони.
Масленица – тестено ястие, подобно на тутманик, което се пече с масло или свинска мас.